# Paul O'Neill (productor discográfico)
Paul O'Neill (Nueva York, 23 de febrero de 1956-Tampa, Florida; 5 de abril de 2017) fue un productor y compositor, especialmente de música rock.

## Carrera
Trabajó en la compañía Leber-Krebs Inc., que se encargó de impulsar las carreras de bandas como Aerosmith, AC/DC, Def Leppard, Ted Nugent, The New York Dolls, Scorpions y Michael Bolton, entre otros. En los ochenta Paul se convirtió en uno de los principales productores en Japón, promoviendo las giras de Madonna y Sting en esa década, al igual que festivales de rock en los que participaron bandas como Foreigner, Bon Jovi, Whitesnake y Ronnie James Dio. 
Colaboró con la banda Savatage en algunos de sus más importantes discos y con la agrupación Badlands en su álbum debut. También trabajó en el proyecto Trans-Siberian Orchestra, junto a Jon Oliva y Robert Kinkel.

## Fallecimiento
Murió el 5 de abril de 2017 a los 61 años de edad a causa de una enfermedad crónica. Su fallecimiento fue anunciado en una breve nota en el sitio oficial de Trans-Siberian Orchestra el 5 de abril de 2017. Su cuerpo fue encontrado en un cuarto de hotel en Tampa, Florida. Se encontraba trabajando en diversos proyectos musicales cuya continuación es incierta.

## Discografía

### Aerosmith
- 1986 - Classics Live
- 1987 - Classics Live II

### Badlands
- 1989 - Badlands

### Omen
- 1989 - Escape to Nowhere

### Heaven
- 1985 - Knockin' on Heaven's Door

### Metal Church
- 1993 - Hanging in the Balance

### Savatage
- 1987 - Hall of the Mountain King
- 1989 - Gutter Ballet
- 1991 - Streets: A Rock Opera
- 1993 - Edge of Thorns
- 1994 - Handful of Rain
- 1994 - Japan Live '94
- 1995 - Dead Winter Dead
- 1995 - Final Bell/Ghost in the Ruins
- 1997 - The Wake of Magellan
- 2001 - Poets and Madmen

### Trans-Siberian Orchestra
- 1996 - Christmas Eve and Other Stories
- 1998 - The Christmas Attic
- 2000 - Beethoven's Last Night
- 2004 - The Lost Christmas Eve
- 2009 - Night Castle
- 2012 - Beethoven's Last Night - The Complete Narrated Version
- 2012 - Dreams of Fireflies - EP
- 2015 - Letters From the Labyrinth